# リードシクティス
リーズイクチス (学名：Leedsichthys) は、中生代の後期ジュラ紀（約1億6,500万 - 1億5,200万年前）に存在した魚の一種で、確認された中では史上最大の魚類である。
属名 Leedsichthys はラテン語で「リーズの魚」を意味し、第一発見者の化石収集家アルフレッド・リーズに由来。種小名 problematicus はラテン語で「問題のあるもの」の意味で、「あまりに大きい化石でどのような生物であったのか想像しがたい（想像することに問題がある）」と形容されたことに由来する。

## 概要

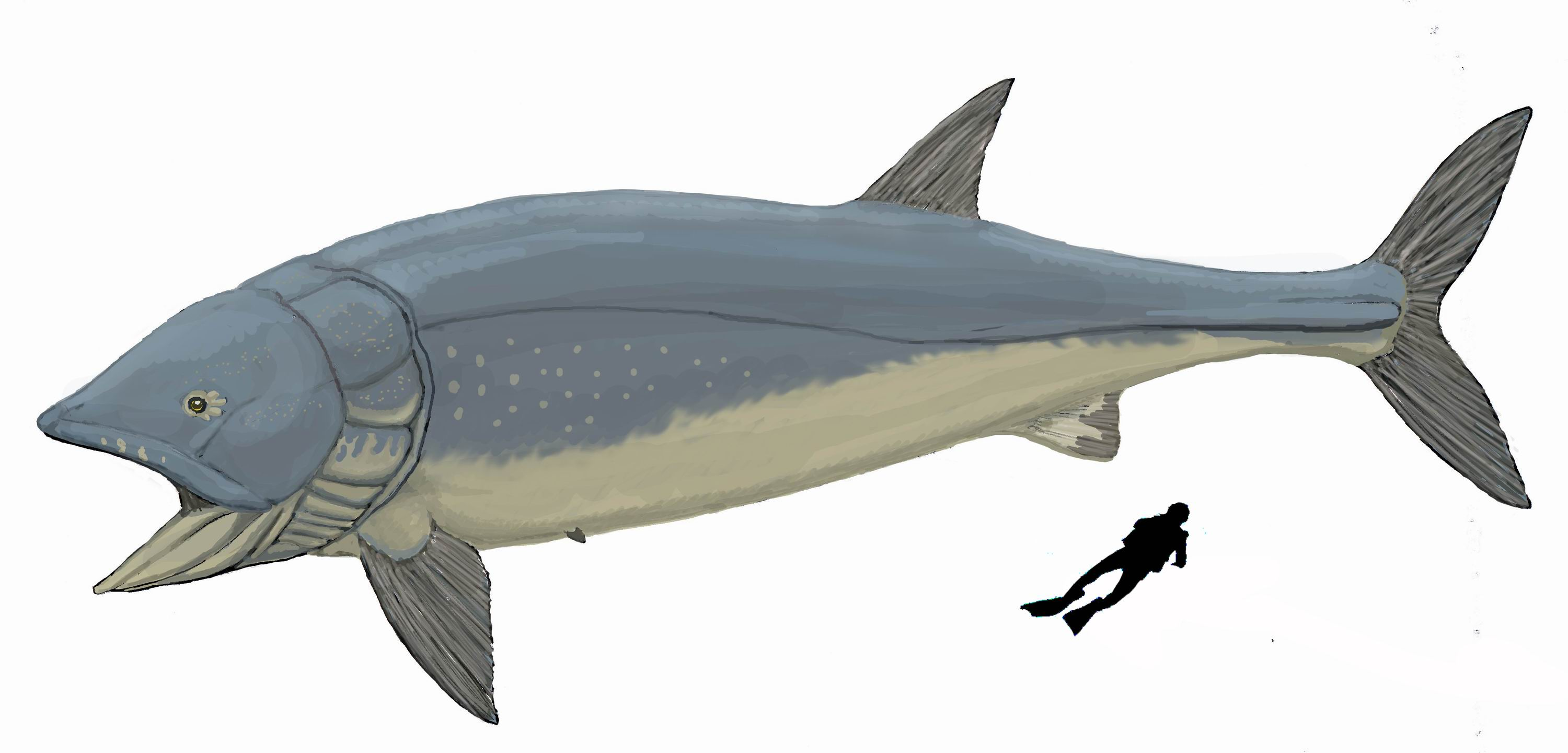
ヒトとの大きさ比較

1889年にイギリスのピーターバラで初めて発見された。見つかった個所は尾びれ、鰓櫛、頭蓋の一部、若干の肋骨など断片的なもので、正確な全長は分からない。後の1984年、同所で同じパキコルムス科に属す硬骨魚アステノコルムスが、また翌1985年には3メートルに及ぶ尾びれの部分が発見された。
このアステノコルムスは尾びれの7倍の体長をもっており、リードシクティスの尾びれと体長がそれと同じ比率であるならば、尾びれから推定される体長はおよそ21メートルとなる。また頭骨の幅からの推定では約28メートルと、シロナガスクジラに匹敵する大きさに見積もられている。この他、舌顎軟骨から推測される最小の推定値でも14メートルで、史上最大の硬骨魚とされている。2013年までに、5つの個体の化石を調査した結果、その中で最大のものでも16.7メートル前後と推定され、幾分か小さくなった。
フィルターの働きをする4万本以上の細かい歯をもち、現生のジンベイザメやウバザメやヒゲクジラ等と同様、プランクトンを濾過摂食する温和な性質の魚だったと考えられている。
化石からメトリオリンクスの歯が発見されており、またリオプレウロドンなどさらに大型の捕食者にも襲われた可能性もある。巨体ではあったが捕食者への対抗手段をもたなかった。